# Baixa da Tartaruga
A Tartaruga localiza-se no oceano Atlântico, na freguesia da Vila do Porto, concelho da Vila do Porto, na ilha de Santa Maria, nos Açores.

## Formação geológica
Este afloramento rochoso marítimo localiza-se junto à costa sudoeste da ilha, próximo ao ilhéu da Vila. A sua geologia apresenta-se muito variada tanto na deposição dos materiais como na composição dos mesmos.
Os fundos são muito irregulares dado o amorfismo da disposição dos materiais ali depositados pelas erupções vulcânicas que lhe deram origem. Assim é possível observar-se, entre a diversidade de formações rochosas, poderosas escoadas lávicas, tubos de lava que dão origem a grutas, blocos rochosos de apreciáveis dimensões, calhaus rolados, fendas e muitos formatos na rocha basáltica. Entre tudo isto destaca-se uma formação rochosa semelhante ao corpo de uma tartaruga, que deu origem à denominação deste local.
Esta baixa apresenta um afloramento rochoso cujo ponto mais próximo da superfície se encontra a 6 metros de profundidade, descendo gradualmente de forma irregular até aos 25 metros. Por se constituir num local bastante exposto nele registam-se fortes correntes.

## Fauna e flora
Entre as espécies mais comuns neste local registam-se badejos, castanhetas-amarelas ("Chromis limbata"), encharéus, garoupas ("Serranus atricauda"), meros ("Epinephelus itajara"), peixes-balão ("Sphoeroldes marmoratus"), peixes-rei ("Coris julis"), peixes-rainha ("Thalassoma pavo"), salemas ("Sarpa salpa"), e vejas ("Spansoma cretense"), caracterizando esta formação como dotada de uma riqueza biológica bastante grande.
Mais perto da superfície, surgem grandes cardumes de bicudas e lírios ("Campogramma glaycos").
No verão esta baixa é muito frequentada por mantas e jamantas.
Outras espécies observáveis são:
- Água-viva ("Pelagia noctiluca")
- Alga vermelha ("Asparagopsis armata")
- Alga castanha ("Dictyota dichotoma")
- Alga Roxa ("Bonnemaisonia hamifera")
- Anêmona-do-mar ("Alicia mirabilis")
- Alface do mar ("Ulva rígida")
- Ascídia-flor ("Distaplia corolla")
- Barracuda ("Sphyraena")
- Boga ("Boops boops")
- Bodião ("labrídeos")
- Caravela-portuguesa ("Physalia physalis")
- Chicharro ("Trachurus picturatus")
- Carangeuijo-eremita ("Calcinus tubularis")
- Craca  ("Megabalanus azoricus")
- Estrela-do-mar ("Ophidiaster ophidianus")
- Lapa  ("Docoglossa")
- Musgo ("Pterocladiella capillacea")
- Ouriço-do-mar-negro ("Arbacia lixula")
- Ouriço-do-mar-roxo  ("Strongylocentrotus purpuratus")
- Peixe-cão ("Bodianus scrofa")
- Peixe-porco ("Balistes carolinensis")
- Polvo ("Octopus vulgaris")
- "Pomatomus saltator"
- Ratão ("Taeniura grabata")
- Salmonete ("Mullus surmuletus")
- Solha ("Bothus podas maderensis")
- Sargo ("Dictyota dichotoma")
- Toninha-brava  ("Tursiops truncatus")
- Tartaruga-careta ("Caretta caretta")
- "Zonaria flava"